# 土耳其祕鱂
土耳其祕鱂為輻鰭魚綱鯉齒目鯉齒亞目鯉齒鱂科的其中一種，分布於亞洲土耳其Burdur湖流域，棲息在中底層水域。

## 擴展閱讀
維基物種上的相關：土耳其祕鱂